# Theophilus Van Kannel
Theophilus Van Kannel (* 1841 in Philadelphia, Pennsylvania; † 24. Dezember 1919 in Cincinnati, Ohio) war ein US-amerikanischer Erfinder. Er erhielt am 7. August 1888 das US-Patent 387,571 auf die Drehtür.
Im Juni 1865 hatte er das Patent 48.137 auf seine Maschine zum Entkernen von Kirschen erlangt.
Bereits am 22. Dezember 1881 hatte H. Bockhacker aus Berlin das deutsche Patent DE18349 für seine Thür ohne Luftzug erhalten, es aber nicht weiter vermarktet.
Van Kannel musste sein Patent für seine Drehtür gegen den Vorwurf, dass es nichts weiter als ein Drehkreuz sei, verteidigen. Er führte mehrere Vorzüge auf, wie: Geräuschlosigkeit, das Bannen des Wetters, der Schutz der Angestellten in der Nähe von Türen vor tödlichen Erkältungskrankheiten und die akustische Isolation. Er gedachte, sie auch in Privathäusern einzusetzen. Entscheidende Vorteile hatte sie aber bei Wolkenkratzern, in denen die warme Luft aufsteigt und infolge der Druckdifferenz normale Türen schwer zu öffnen wären.
1889 wurde er dafür vom Franklin Institute mit der John Scott Legacy Medal ausgezeichnet. Er gründete die Van Kannel Revolving Door Company, die ab etwa 1900 mit der Atchison Revolving Door Company konkurrierte. Er verlegte die Firma nach Atchison (Kansas). 1907 wurden beide Firmen von der  International Steel Company gekauft.